# جروم کلاین
جروم کلاین (انگلیسی: Jerome Klein) تاریخ‌نگار اهل ایالات متحده آمریکا بود. یک منتقد هنری آمریکایی و یکی از اعضای مؤسس کنگره (کنگره هنرمندان آمریکایی) (AAC) بود.

## فعالیت حرفه‌ای
کلاین در اواخر دهه ۱۹۲۰ کار خود را به عنوان مربی تاریخ هنر در دانشگاه کلمبیا آغاز کرد و تنها عضو دپارتمان هنر نوگرا بود. در سال ۱۹۳۳ کلاین طوماری را امضا کرد که در آن به تصمیم دانشگاه برای دعوت از هانس لوتر، سفیر آلمان نازی برای سخنرانی در کلمبیا اعتراض کرد. اگرچه استادان دیگری نیز نامه را امضا کردند، اما آدرس برگشتی کلاین که توسط دانشجوی بی‌دقت مخالف فاشیسم بر روی یکی از نامه‌ها نوشته شده بود، کلاین را به عنوان رهبر گروه معرفی می‌کرد. به گفته استفان اچ. نوروود، رئیس دانشگاه کلمبیا، نیکولاس موری باتلر، از تحسین کنندگان فاشیسم ایتالیایی و آلمانی، کلاین را به دلیل امضای نامه اخراج کرد.
کلاین منتقد هنری نیویورک پست شد و همچنین برای نشریات دیگر نوشت. او یکی از قهرمانان هنرمندان سوسیالیست دهه ۱۹۳۰ بود و خواستار یک «مهندسی هنری اجتماعی گسترده و یکپارچه که محیط انسان را به نفع انسان دگرگون کند.» شد.
در سال ۱۹۳۵ کلاین یکی از اعضای مؤسس کنگره هنرمندان آمریکا بود که در پاسخ به فراخوان جبهه مردمی و حزب کمونیست آمریکا برای تشکیل گروه‌های ادبی و هنری علیه گسترش فاشیسم سازماندهی شد. تصویر او را می‌توان در نقاشی برگزارکنندگان کنگره توسط پپینو مانگر وایت مشاهده کرد.